# Manuel Casado Nieto

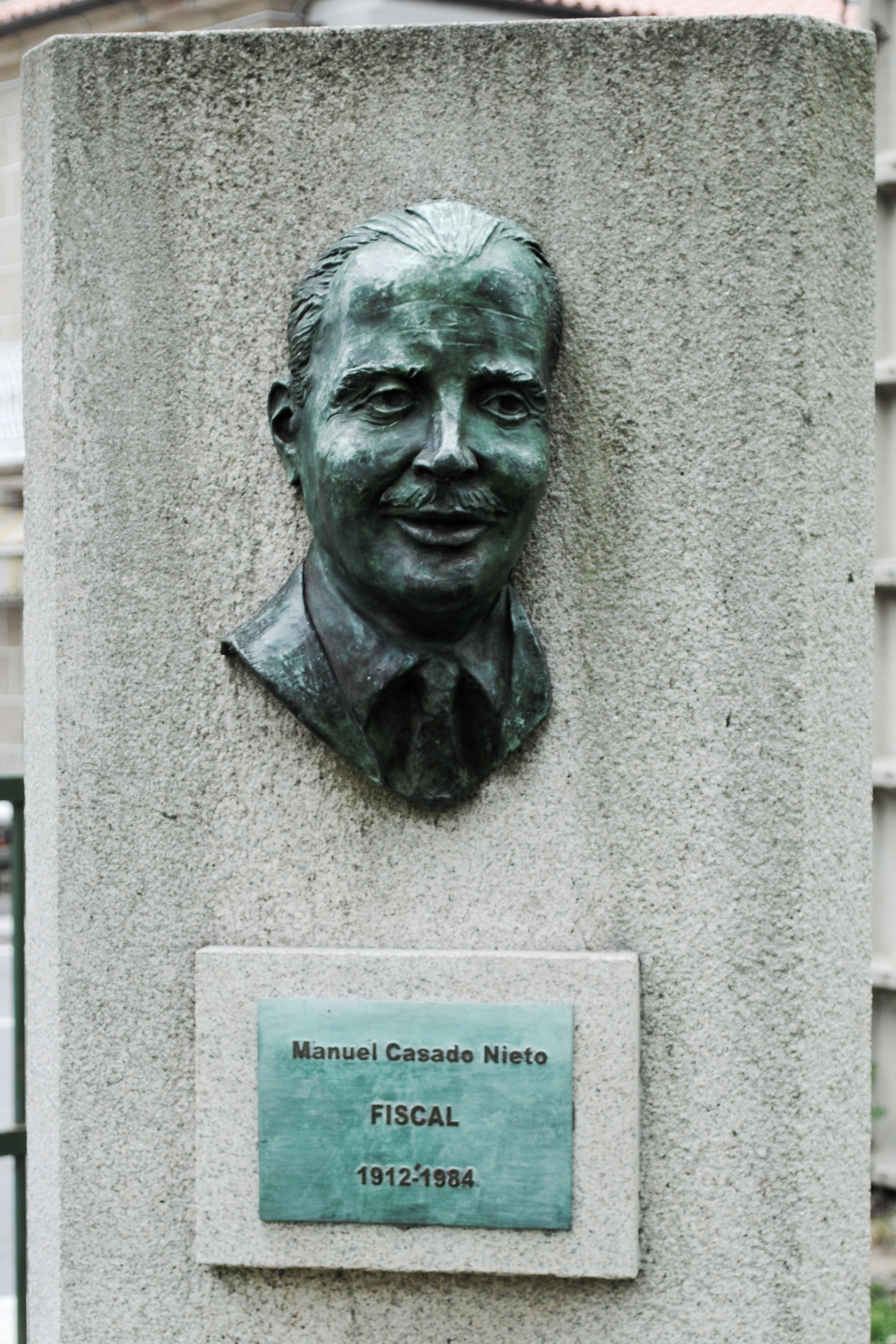

Manuel Casado Nieto (Castro Caldelas, Ourense, 1912-Barcelona, 1984) és un poeta, traductor i jurista gallec.
Va estudiar ciències i dret a Compostel·la i Madrid. Va ingressar el 1935 en la carrera fiscal, que va exercir a Oviedo i Pontevedra, i sobretot a Barcelona, on va morir. Va ser president durant diversos anys del Centro Galego de la capital catalana.
A més de les múltiples col·laboracions en periòdics i revistes, va publicar diverses obres i traduccions en castellà i gallec. Es va dedicar intensament a la traducció, i és autor d'una versió gallega de vuit poemes de Salvador Espriu.
Casado Nieto és un poeta que evoluciona des d'un inicial popularisme i imaginisme fins a un col·loquialisme nostàlgic, expressat sovint en hendecasíl·labs. Els seus temes són personals o familiars, amb incursió en un socialrealisme assossegat.